# Spheropistha miyashitai
Spheropistha miyashitai là một loài nhện trong họ Theridiidae.
Loài này thuộc chi Spheropistha. Spheropistha miyashitai được miêu tả năm 1998 bởi Tanikawa.